# Telephirca quadrifariella
Telephirca quadrifariella är en fjärilsart som beskrevs av Mann 1855. Telephirca quadrifariella ingår i släktet Telephirca och familjen Symmocidae. Inga underarter finns listade i Catalogue of Life.